# 伊号第百七十七潜水艦
| 画像をアップロード | |
| 艦歴               | |
| 計画               | 第四次海軍軍備充実計画（④計画）                                                                                        |
| 起工               | 1941年3月10日 |
| 進水               | 1941年12月20日 |
| 就役               | 1942年12月28日 |
| その後             | 1944年10月3日戦没 |
| 除籍               | 1945年3月1日 |
| 性能諸元           | |
| 排水量             | 基準：1,630トン 常備：1,833トン 水中：2,602トン                                                                        |
| 全長               | 105.50m |
| 全幅               | 8.25m |
| 吃水               | 4.60m |
| 機関               | 艦本式1号乙8型ディーゼル2基2軸 水上：8,000馬力 水中：1,800馬力                                                         |
| 速力               | 水上：23.1kt 水中：8.0kt                                                                                               |
| 航続距離           | 水上：16ktで8,000海里 水中：5ktで50海里                                                                                |
| 燃料               | 重油：354.7t |
| 乗員               | 86名 |
| 兵装               | 45口径十一年式12cm単装砲1門 25mm機銃連装1基2挺 53cm魚雷発射管 艦首6門 九五式魚雷12本 九三式水中聴音機 （九三式探信儀） |
| 備考               | 安全潜航深度：80m |

伊号第百七十七潜水艦（いごうだいひゃくななじゅうななせんすいかん、旧字体：伊號第百七十七潜水艦）は、大日本帝国海軍の潜水艦。伊百七十六型潜水艦（海大七型、新海大型）の2番艦である。1943年（昭和18年）5月14日、オーストラリア大陸東海岸で行動中に連合国の病院船を魚雷攻撃で撃沈、国際問題となった（日本の戦争犯罪一覧）。

## 艦歴

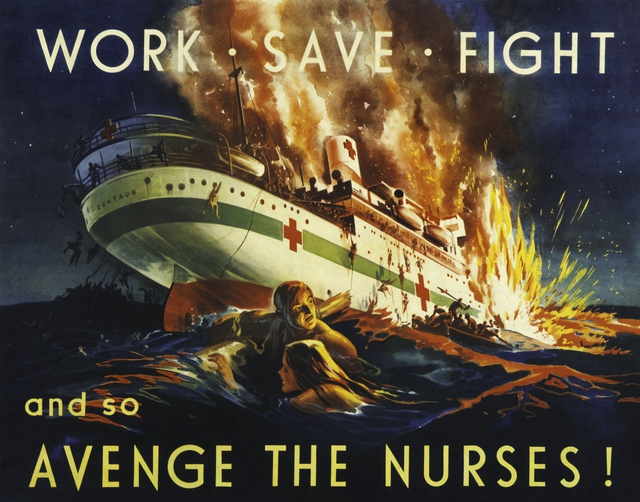
病院船セントー撃沈を描いたプロパガンダ広告。

伊号第百七十七潜水艦（伊177）は1941年（昭和16年）3月10日、川崎造船所で起工した。同年12月20日、進水する。1942年（昭和17年）12月28日、竣工した。
1943年（昭和18年）2月25日、日本海軍は第22潜水隊（伊177、伊178、伊180）を編成した。3月30日、本艦は呉を出港する。4月7日、潜水艦作戦をおこなう第六艦隊の根拠地、トラック泊地に到着した。4月10日、オーストラリア方面からソロモン諸島にかけての珊瑚海で通商破壊作戦を実施するため、僚艦と共にトラックを出港、南太平洋方面にむかう（オーストラリア海域における枢軸軍の活動）。
4月26日、クイーンズランド州ブリスベン近海で輸送船団を攻撃し、英貨物船リメリック (Limerick、8,724トン) を撃沈した。
5月2日、輸送船団を攻撃してタンカー1隻撃沈を報告（該当記録なし）。
5月14日未明、オーストラリアの病院船セントー (AHS Centaur) を撃沈した。セントーは3,222トンに過ぎないが、日本海軍の記録では15,000トン級貨物船 1隻轟沈となっている。当時の同船には乗組員・医療関係者・患者など合計332名が乗船しており、268名が戦死、生存者は64名であった。
5月18日、大日本帝国政府に対しオーストラリア政府のジョン・カーティン首相は、日本軍潜水艦による病院船セントー撃沈について抗議をおこなう。
5月23日、伊177はトラック泊地に帰投した。6月14日、オーストラリア東方海域にて行動すべく、トラック泊地を出撃する。だが6月下旬よりニュージョージア諸島攻防戦が始まり、2隻（伊177、伊180）は交通破壊作戦を中断してニュージョージア諸島の哨戒に従事した。
7月24日、ニューブリテン島のラバウルに到着した。つづいて南東方面部隊に編入され、ニューギニア戦線で苦戦する日本陸軍を支援するための、潜水艦輸送作戦（もぐら輸送）に投入される。以後、パプアニューギニアのラエ（ラエ・サラモアの戦い）、フィンシュハーフェン（フィンシュハーフェンの戦い）、シオ（シオの戦い）などへ輸送作戦を実施した。
11月24日、セント・ジョージ岬沖海戦によりブカ島輸送を実施していた駆逐艦3隻（大波、巻波、夕霧）が沈没し、伊177はセント・ジョージ岬沖合で夕霧生存者278名を救助した。
1944年（昭和19年）1月15日、ラバウルを出発、18日トラック着。20日、トラック出港、27日に佐世保に帰投した。2月15日付で潜水艦3隻（伊177、伊180、伊184）は北東方面部隊に編入された。3月22日、伊177は佐世保を出港、北東方面にむかう。3月25日、大湊に到着した。4月11日に大湊を出撃、アリューシャン方面で行動したが戦果はなかった。5月27日に大湊帰投後、6月8日に再出撃、千島列島東方で行動する。この航海でも戦果はなく6月22日に大湊帰投、25日横須賀に到着した。
7月、伊177は第34潜水隊に編入された。捷号作戦にともない、本艦も出撃を命じられる。9月19日、呉を出港、フィリピン東方海域に展開した。9月24日、パラオ諸島付近に出撃、以後消息不明となる。10月3日、パラオ諸島北西でアメリカ海軍のキャノン級護衛駆逐艦 サミュエル・S・マイルズ (USS Samuel S. Miles, DE-183) の攻撃により沈没した。全乗組員が戦死した。11月18日、パラオ方面で沈没と認定される。
1945年（昭和20年）3月1日、除籍された。
撃沈総数2隻、撃沈トン数1,1946トン。

## 歴代艦長
※『艦長たちの軍艦史』438-439頁による。

### 艤装員長
1. 中川肇 中佐：1942年9月30日 -

### 艦長
1. 中川肇 中佐：1942年12月28日 -
2. 折田善次 少佐：1943年8月30日 -
3. 渡辺正樹 大尉：1944年2月23日 - 10月3日戦死